# Remover
Remover är en produkt som används för att avlägsna make-up, exempelvis ögonmakeup som till exempel mascara. Den kan vara vattenfast och då krävs någon typ av remover för att ta bort den. Remover för att ta bort ögonmakeup fungerar även att ta bort läppstift. För nagellack används särskild nagellacksremover, med eller utan aceton. 